# Abel Guérineau
Abel Guérineau (Angers, 1841 - Vincennes, 1925) est un architecte français.

## Biographie
Abel Guérineau est formé à l’école des Beaux-Arts de Paris.

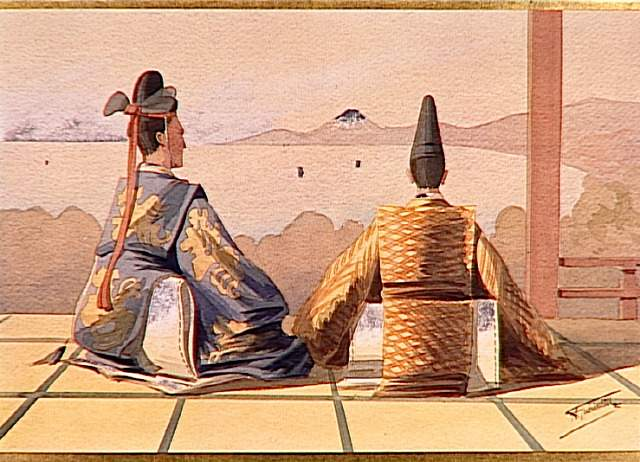
Abel Guérineau, Seigneurs admirant le mont Fuji au dessus de la baie d'Edo (aquarelle: Musée Guimet).

Du 11 avril 1874 au 30 juin 1880, il est professeur de dessin architectural à l’Académie de l'Armée impériale japonaise.

## Œuvre
- Ornements japonais (Paris, 1889)